# 長妻樹里
長妻樹里（日语：／ Nagatsuma Juri，1988年10月27日—），出生於日本北海道，日本女性聲優。隷屬於Raccoon Dog，身高161公分，血型O型。畢業於Pro-Fit聲優養成所（第11期生）。

## 人物
- 有姊姊和妹妹。在三姊妹中排行老二。[1]
- 中學三年都是美術社。擔任過副社長。高中擔任過空手道社經理、參加過志工團隊，最後回到美術社。[2]成績單上美術從未拿過5以外。[3]
- 有准看護師的資格，並有擔任護士的經驗。特技是自己為自己抽血。不過最近很少嘗試，沒自信還能做得到。[4]
- 暱稱多以為主、事務所的前輩會以長妻的「妻」字英文發音來稱呼她。在「 第二回」中為了聽眾方便，新增了作為暱稱。

## 演出作品
※粗體字代表主角／主要人物。

### 電視動畫
2011年
- 請認真的和我戀愛！！（松永燕）
- 未來日記（學生）

2012年
- 中二病也想談戀愛！（學生）

2013年
- 玉子市場（牧野神菜）
- 斷裁分離的罪惡之剪（錢形小櫻）
- 絕對防衛利維坦（安賽兒、斯芬克斯）
- 幻想玩偶（弓懸[5]、嬌娃）
- 銀之匙 Silver Spoon（榮真奈美）

2014年
- 咲-Saki- 全國篇（小瀨川白望）
- 中二病也想談戀愛！戀（七宮智音、學生）
- 姐姐來了（水原一香）
- 銀之匙 Silver Spoon 第二季（榮真奈美）
- 月刊少女野崎同學（客）
- 修業魔女璐璐萌（澤下真綾）
- 三坪房間的侵略者！？（Cos研社員、學生）
- selector spread WIXOSS（安）
- 電波少女與錢仙大人（同學）
- 結城友奈是勇者（三好夏凜）

2015年
- 偵探歌劇 少女福爾摩斯 TD（梅蘿蒂亞）
- 幸腹塗鴉（土田芽生、泡芙少女、女大學生）
- 我老婆是學生會長！（猿渡真都）
- 六花的勇者（女僕）
- 學戰都市Asterisk（普莉希拉·威爾賽斯）

2016年
- 無彩限的幻影世界（魔女幻影）
- 學戰都市Asterisk 第2期（普莉希拉·威爾賽斯）
- 魔裝學園H×H（姬川映流）
- 我老婆是學生會長！+！（猿渡真都、店員）

2017年
- 清戀（丸石燈花）
- 結城友奈是勇者 －勇者之章－（三好夏凜）
- 我的女友是個過度認真的處女bitch（五十嵐沙織）
- 3月的獅子 第2期（學生的親人1）

2018年
- 3月的獅子 第2期（學生1、川島）
- 愛吃拉麵的小泉同學（店員B）
- 春原莊的管理員小姐（內藤苺愛[6]）

2019年
- 環戰公主（佐佐木優佳[7]）
- 同居人時而在腿上，時而跑到腦袋上。（飼主1）
- 消滅都市（日菜子）
- 賢者之孫（尤莉·卡爾頓[8]）
- Re:Stage！Dream Days♪（緋村那岐咲[9]）
- BORUTO-火影新世代-NARUTO NEXT GENERATIONS-（鐵椿）
- 從指尖開始真誠的熱情-青梅竹馬是消防員-（藤橋涼）- 完整版

2020年
- BORUTO-火影新世代-NARUTO NEXT GENERATIONS-（木葉村的人們、米雅）
- 異種族風俗娘評鑑指南（雙刀俠香蕉、麗子）
- 暗黑破壞神在身邊。（時宗〈幼年〉）
- 突擊莉莉 BOUQUET（出江史房[10]）
- 土下座跪求給看（豐房麗、數寄屋橋累）
- 王之逆襲：意志的繼承者（瑟琳[11]）
- 在魔王城說晚安（服務員）

2021年
- BORUTO-火影新世代-NARUTO NEXT GENERATIONS-（木葉町的人們、男童、襤褸教團的信徒們、孩子、麵包店的女主人、木葉村的忍者）
- 結城友奈是勇者 啾嚕！（三好夏凜）
- 真白之音（手工藝社A）
- 美少年偵探團（大紬麥）
- 我們的重製人生
- 結城友奈是勇者 -大滿開之章-（三好夏凜）

2022年
- 終末的後宮（首藤總務長官）
- 戀上換裝娃娃（客）
- BORUTO-火影新世代-NARUTO NEXT GENERATIONS-（水之國的人們）
- 超異域公主連結 Re:Dive Season 2（空花[12]）
- 黑之召喚士（普莉斯菈）

2023年
- 最強陰陽師的異世界轉生記（卡蓮老師）
- 冰屬性男子與無表情女子（女性A）
- 放學後失眠的你（女學生）
- 幻日夜羽 -鏡中暉光-
- 想當冒險者前往都市的女兒成為S級

2024年
- 我回來了、歡迎回家（播音員）
- 【我推的孩子】 第2期（劇本家經紀人）
- 擅長逃跑的殿下（光）

2025年
- 金牌得主
- MOMENTARY LILY 刹那之花（山茶花的朋友）
- 灰色：幻影扳機（ツルヴィア）
- Summer Pockets

### OVA
2010年
- 聲優初體驗！（能家葉月）

### 劇場版動畫
2013年
- 小鳥遊六花・改 ～劇場版 中二病也想談戀愛！～（七宮智音）

2014年
- 玉子愛情故事（牧野神菜）

2018年
- 中二病也想談戀愛！-Take On Me-（七宮智音）

2020年
- 灰色：幻影扳機 THE ANIMATION Stargazer（希爾薇婭）

### 遊戲
2010年
- 冒險奇譚Online（瑪魯姆）
- 粉彩鈴音Continue（女學生）

2014年
- 侍奉少女！（森下奈奈）
- FLOWERS（沙沙貴苺、沙沙貴林檎）
- 魔娘X勇者（梵蒂錏、諾亞）

2015年
- 公主連結！（遠見空花）
- 結城友奈是勇者 樹海的記憶（三好夏凜）
- 音速少女隊 -Photon Angels-（日语：音速少女隊 -Photon Angels-）（安、晴兒）
- FLOWERS 夏篇（沙沙貴苺、沙沙貴林檎）

2016年
- PURAMAI WARS V（神宮巴[13]）
- 莉莉亞的好友們（にゃんこりん）
- FLOWERS 秋篇（沙沙貴苺、沙沙貴林檎）

2017年
- 結城友奈是勇者 花結的閃耀（三好夏凜[14]）
- 妃十三學園（我妻戀）
- 櫻花裁決 斬（平賀理夢[15]）
- 言語關係（高遠澟[16]）
- FLOWERS 冬篇（沙沙貴苺、沙沙貴林檎）

2018年
- 天華百劍-斬-（青木兼元）
- 超異域公主連結 Re:Dive（空花）

2019年
- 聖火降魔錄 風花雪月（多洛緹雅）

2024年
- 棕色塵埃2（內布利斯）

### 廣播
- 聲優初體驗！WEB廣播〜秘密的工作！（音泉：2010年11月17日－2011年5月18日）
- four-tune!（Marine ENTERTAINMENT：2012年12月14日－2014年12月26日）
- 玉子市場 （HiBiKi Radio Station：2013年1月14日－2013年6月24日）

## 音樂作品

### 單曲
| 枚  | 發售日        | 標題 | 規格編號   | 規格編號  | 最高位 |
| 枚  | 發售日        | 標題 | 初回限定盤 | 通常盤    | 最高位 |
| --- | ------------- | ---- | ---------- | --------- | ------ |
| 1st | 2014年8月17日 |      | POCE-9408  | POCE-1411 | 164位  |
| 2nd | 2015年4月8日  |      | POCE-9411  | POCE-1422 | 64位   |

### 參加作品
| 發售日   | 專輯名稱             | 演唱名義 | 歌曲名稱               | 商業搭配                                 |
| 2010年   | 2010年               | 2010年 | 2010年                 | 2010年                                   |
| -------- | -------------------- | --- | ---------------------- | ---------------------------------------- |
| 11月17日 |                      | 高島南高校こえごとがーるず［青柳柑奈（MAKO）&能家葉月（長妻樹里）&（島形麻衣奈）］                                                    | 「」 「」              | OVA『聲優初體驗！The ANIMATION』ED主題曲 |
| 2013年   |                      | |                        |                                          |
| 2月20日  | twinkle ride CD      | 牧野神奈（長妻樹里） | 「」                   | 電視動畫『玉子市場』角色歌曲             |
| 2月20日  | twinkle ride CD      | 北白川玉子（洲崎綾）、常盤綠（金子有希）、牧野神奈（長妻樹里）、北白川餡子（日高里菜）、朝霧史織（山下百合惠）、侍女（山岡百合）      | 「」                   | 電視動畫『玉子市場』角色歌曲             |
| 2014年   |                      | |                        |                                          |
| 2月26日  |                      | 宮守女子高校［小瀨川白望（長妻樹里）、愛絲琳·維休亞特（水野麻梨子）、鹿倉胡桃（豐田萌繪）、臼澤塞（佐藤利奈）、姐帶豐音（內田真禮）］ | 「 宮守女子高校 Ver.」 | 電視動畫『咲-Saki- 全國篇』片尾曲        |
| 3月1日   | Piece                | 一香（長妻樹里） | 「」                   | 電視動畫『姐姐來了』角色歌               |
| 4月2日   | 中二病也想談戀愛！戀 | 七宮智音（長妻樹里） | 「Parhelic circle」    | 電視動畫『中二病也想談戀愛！戀』角色歌   |
| 11月5日  |                      | 讚州中學勇者部（照井春佳、三森鈴子、內山夕實、黑澤朋世、長妻樹里）                                                                    | 「」                   | 電視動畫『結城友奈是勇者』片頭曲         |
| 11月19日 | Aurora Days          | 讚州中學勇者部（照井春佳、三森鈴子、內山夕實、黑澤朋世、長妻樹里）                                                                    | 「Aurora Days」        | 電視動畫『結城友奈是勇者』片尾曲         |

## 外部連結
- Pro-Fit官方簡歷 （页面存档备份，存于）（日語）